# Vito Cesaro
Vito Cesaro (Salerno, 18 ottobre 1966) è un attore, regista, autore e produttore teatrale italiano.

## Biografia

### Formazione
Arriva direttamente dal teatro, dove fin da giovanissimo vive una lunga gavetta che gli ha consentito di sperimentarsi in diversi stili espressivi, che oscillano dal comico al drammatico, dalla farsa alla tragedia. 
Nel 1986 frequenta a Napoli l'Accademia Napoletana di teatro e successivamente si trasferisce a Roma dove partecipa a diversi laboratori e seminari sul mestiere dell'attore.
Nella capitale esordisce in teatro da professionista: dall'incontro con Liliana De Curtis, figlia di Totò nasce lo spettacolo Pardon Monsieur Totò di cui è autore e protagonista. Successivamente lavora, per diversi anni, come attore e come autore al fianco di Aldo Giuffrè.
La sua formazione è maturata sul campo grazie alle collaborazioni professionali come autore, attore e regista con Enrico Vaime, Luigi Lunari, Vito Molinari, Manuel De Sica, Antonio Ghirelli, Matilde Amorosi, Bruno Zambrini, Bruno Garofalo, Pino Caruso, Lando Buzzanca, Claudio Insegno, Lello Arena, Ric e Gian, Mario Di Gilio, Gianfranco D'Angelo, Maurizio Micheli, Pipolo, Michele Mirabella, Orio Caldiron e altri.

### Attività
- Coordinatore del centenario della nascita di Totò dal Ministero dei Beni Culturali con Antonino Miele 1998
- Direttore e docente al teatro comunale del sorriso di Montecorvino Pugliano dal 2009
- Direttore artistico del Premio Totò con Antonino Miele dal 1991
- Fonda,con Antonino Miele, nel 1989 l'Ente Autonomo Antonio De Curtis, riconosciuto e sovvenzionato dal Ministero per i Beni e le Attività Culturali. Nello stesso anno dà vita al Premio Totò.
- Nel 1998 è ufficialmente incaricato dalla Presidenza del Consiglio dei ministri di coordinare in Italia, per conto dell'Ente De Curis, le celebrazioni del centenario della nascita di Totò. Nello stesso anno allestisce la mostra itinerante Totò, cent'anni di vita nella quale vengono esposti il baule originale di scena di Totò, oggetti, costumi, foto e quant'altro in esso contenuto), mostra curata da Orio Caldiron, in collaborazione con la Fondazione Nazionale di Cinema, l'Università La Sapienza di Roma, l'Accademia di Belle Arti di Napoli, l'Ente Teatrale Italiano, il Comune di Napoli, la Provincia di Napoli.
- Nel 2009 dà vita, con Antonino Miele, al teatro comunale del sorriso di cui è co-direttore artistico e dove presta la propria attività professionale come insegnante di recitazione, educazione vocale, dizione, storia del teatro.

## Il Premio Totò
Il Premio Totò è stato assegnato a Vincenzo Cerami, Nicola Piovani, Leo Gullotta, Carlo Delle Piane, Remo Girone, Aldo Giuffrè, Leopoldo Trieste, Lando Buzzanca, Vincenzo Salemme, Carlo Buccirosso, Mino D'Amato, Vincenzo Mollica, Fausto Leali, Lello Arena, Rosalia Maggio, Enzo Moscato, Angela Luce, Sergio Bruni, Vittorio Marsiglia, Giacomo Rizzo, Antonio Ghirelli, Giancarlo Magalli, Mariangela D'Abbraccio, Isa Barzizza, Nathalie Caldonazzo, Galeazzo Benti, Franco Angrisano, Mario Di Gilio, Gino Rivieccio, Mario Maglione, Mimmo Liguoro, Nunzio Gallo, Aurelio Fierro, Dino Valdi, Nathalie Guettà, Piero Marrazzo, Matilde Amorosi, Sergio De Gregorio, Carlo Tagliabue, Nadia De Lazzari, Monsignor Antonio Riboldi, Muhamed Kresevlyakovic (Console Bosnia Erzegovina).

## Pubblicazioni
Collaborò con Matilde Amorosi e Liliana De Curtis alla stesura del libro Ogni limite ha una Pazienza – Rizzoli editore e con Orio Caldiron alla stesura del libro-catalogo della mostra Totò cent'anni di vita.

## Teatro
- Quisquilie, bazzecole e pinzillacchere di Antonio De Curtis, con Vito Cesaro e Antonino Miele, regia Franco Angrisano (1991/1992)
- Totò dietro le quinte di Antonio De Curtis, regia di Mario Di Gilio, con Mario Di Gilio, Vito Cesaro, Antonino Miele e la partecipazione straordinaria di Liliana De Curtis (1992-1993)
- Pardon Monsieur Totò di Geppy Di Stasio, Vito Cesaro, Antonino Miele, regia di Geppy Di Stasio, con Liliana De Curtis, Vito Cesaro, Antonino Miele (1993-1994)
- Si fa per ridere di, regia e con Aldo Giuffré, Vito Cesaro, Antonino Miele (1995)
- Il medico dei pazzi di Edoardo Scarpetta, regia e con Aldo Giuffrè, Clara Bindi, Aldo Bufi Landi, Vito Cesaro, Antonino Miele (1996-1997-1998)
- Casina di Plauto, regia e con Aldo Giuffrè, Paola Tedesco, Vito Cesaro, Antonino Miele (1999)
- Il malato immaginario di Molière, regia e con Aldo Giuffrè, Fioretta Mari , Martine Brochard, Vito Cesaro, Antonino Miele (1999-2000)
- Signori si nasce di Castellano e Pipolo, regia e con Carlo Croccolo, Cosimo Cinieri, Vito Cesaro, Antonino Miele (2000-2001)
- Miles gloriosus di Plauto, regia di Angelo Antonucci, con Lando Buzzanca, Vito Cesaro, Antonino Miele (2001)
- Una moglie con i baffi di Enrico Vaime, regia di Claudio Insegno, con Ric e Gian, Vito Cesaro, Antonino Miele (2001-2002)
- La zia di Carlo, adattamento di Luigi Lunari, regia e con Lando Buzzanca, Vito Cesaro, Antonino Miele, Alessandra Carella (2001-2002)
- La schiava, da Plauto, adattamento di Enrico Vaime, regia di Claudio Insegno, con Gianfranco D'Angelo, Brigitta Boccoli, Vito Cesaro, Antonino Miele (2002)
- Boeing Boeing di Marc Camoletti, regia di Daniele Scarabotti, con Carlo Croccolo , Vito Cesaro, Antonino Miele, Denny Mendez (2003-2004)
- Aulularia di Plauto, regia di Aldo Giuffrè, con Lello Arena, Vito Cesaro, Antonino Miele, Giulia Montanarini (2003)
- Pluto di Aristofane, regia di Michele Mirabella, con Maurizio Micheli, Benedicta Boccoli, Vito Cesaro, Antonino Miele (2004)
- I Menecmi di Plauto, regia e con Lello Arena, Vito, Cesaro, Antonino Miele (2004)
- Scanzonatissimo di Dino Verde e Gustavo Verde, regia di Carlo Nistri, con Gino Rivieccio, Vito Cesaro, Antonino Miele, Manila Nazzaro (2004)
- Comunque sia, sarà un successo, di Dino Verde e Gustavo Verde, con Ric & Gian, Vito Cesaro, Antonino Miele, con la partecipazione di Patrizia Rossetti, regia Carlo Nistri (2004)
- La festa delle donne di Aristofane, regia e con Lello Arena, Vito Cesaro, Antonino Miele (2005)
- I Menecmi di Plauto, regia e con Lello Arena, Vito Cesaro, Antonino Miele (2005-2006)
- Scanzonatissimo di Dino Verde e Gustavo Verde, regia di Carlo Nistri, con Gino Rivieccio, Vito Cesaro, Antonino Miele, Alessandra Pierelli (2005-2006)
- Boeing Boeing di Marc Camoletti, regia di Cesaro&Miele, con Ric e Gian, Vito Cesaro, Antonino Miele, Denny Mendez (2005-2006)
- La capannina di André Roussin, regia di C. Ceruti, con Vito Cesaro, Antonino Miele, Carolina Marconi (2006-2007)
- Sarto per signora di Georges Feydeau, regia di Vito Molinari, con Gino Rivieccio, Luciana Turina, Vito Cesaro, Antonino Miele (2006-2007)
- Totò 110 e lode di Vito Molinari, Vito Cesaro, Antonino Miele, regia di Vito Molinari, con Angela Luce, Mario Di Gilio, Vito Cesaro, Antonino Miele (2008)
- Il povero Pluto, da Aristofane, regia di Cesaro&Miele, con Denny Méndez (2009)
- Miles gloriosus di Plauto, regia di Cesaro&Miele (2010)
- Una moglie coi baffi, adattamento di Enrico Vaime, regia di Cesaro&Miele, con Vito Cesaro, Antonino Miele e Denny Mendez (2010)
- Il Ciclope, regia di Cesaro&Miele, con Luciana Turina, Vito Cesaro (2011)
- Il ragazzo di Marzabotto, scritto e diretto da Vito Cesaro (2011)
- Memento Domine, regia di Dora Liguori (2011)
- Il Gioco delle parti, regia di Nando Sessa e Vito Cesaro, con Pino Caruso e Vito Cesaro (2012-2013)
- La serva padrona di Pergolesi, regia di Dora Liguori, con Vito Cesaro, Vanessa Gravina, Edoardo Siravo (2013)
- Circe, la figlia del Sole di Ettore Romagnoli, con Eva Grimaldi (2013-2014) e Nathalie Caldonazzo (2014)

## Televisione
- I fatti vostri, condotto da Fabrizio Frizzi (1991, Rai Uno)
- Sognando Sognando, condotto da Mino D'Amato (1995, Rai Uno)
- Emozioni TV, condotto da Arrigo Levi e Alba Parietti (1996, Rai Due)
- Domenica in, condotta da Fabrizio Frizzi (1998, Rai Uno)
- Buona Domenica, condotta da Maurizio Costanzo (2003, Canale 5)
- La vita in diretta, condotta da Michele Cucuzza (2006, Rai Uno)
- TG2 Cultura (2007, Rai Due)
- Applausi, condotto da Gigi Marzullo (2007, Rai Uno)
- Sipario, condotto da Ellen Hidding (2007, Rete 4)
- Sky Show (2007, Sky)
- Verissimo, condotto da Silvia Toffanin (2008, Canale 5)

## Film e cortometraggi
- Volevo Solo Vivere, scritto e diretto da Vito Cesaro e Antonino Miele (2013)
- Amado Mio, regia di Antonio Angrisano (1993)

## Regie teatrali
- Il ratto ovvero donne violate, scritto e diretto da Vito Cesaro (2013)
- Il gioco delle parti di Luigi Pirandello, con Pino Caruso (2013)
- Il ragazzo di Marzabotto, scritto e diretto da Vito Cesaro (2011)
- Il Ciclope, con Luciana Turina (2011)
- Una moglie coi baffi, con Ric e Gian (2010)
- Il Pesciolino d'oro, favola di A. Pushkin (2009)
- Il povero Pluto, con Denny Méndez (2009)
- Boeing Boeing, con Carlo Croccolo, Denny Méndez  (2005-2006)
- Due gemelli, 1000 guai di T.M. Plauto, con Carlo Croccolo (2004)